# Юдинская площадь
Ю́динская пло́щадь (тат. Юдино мəйданы) — площадь в посёлке Юдино Кировского района Казани. Одна из четырёх площадей посёлка, расположенная надалеко от трёх других (площади-аллеи Славы, площади 1000-летия Казани и площади Железнодорожников). В обиходе жителей посёлка часто именуется как площадь у ДК железнодорожников, площадь у ДК и просто площадь. 
Небольшая площадь перед Домом культуры Железнодорожников находится на пересечении улиц Ильича и Лейтенанта Красикова. Помимо ДК сталинской архитектуры, на площадь также выходят жилые 3-этажные дома-"сталинки" с магазинами и другими общественными заведениями.
Площадь исторически была и продолжает оставаться общественным центром, местом отдыха и местом проведения в Юдино собраний, митингов, демонстраций, праздников, ярмарок и прочих культурно-массовых мероприятий. Площадь имеет открытую площадку с фонтаном переменно-округлой в плане формы, скамейки, фонари, газоны, детскую площадку.
Через площадь с северного направления на западное (с улицы Ильича на улицу Лейтенанта Красикова) проходят автобусные маршруты № 46 и 72, имеющие на улице Ильича остановку «ДК Железнодорожников».